# SURPRISE-DRIVE
『SURPRISE-DRIVE』（サプライズドライブ）は、日本の音楽ユニット、Mitsuru Matsuoka EARNEST DRIVEがリリースしたシングル。2014年12月3日にavex traxから発売された。

## 概要
『仮面ライダードライブ』の主題歌を収録したシングル。平成仮面ライダーシリーズで3度目の主題歌のボーカル担当となる松岡充（ボーカル）、同シリーズで作曲を多く手がけるtatsuo（ギター）、Jun-ji（ドラムス）、IKUO（ベース）による『ドライブ』の番組限定ユニット・Mitsuru Matsuoka EARNEST DRIVEの楽曲である。
平成仮面ライダーシリーズのテレビ主題歌シングルとしては2004年の「ELEMENTS」（RIDER CHIPS）以来10年ぶりに、カップリングに新曲が収録される。「sing my song for you 〜サヨナラの向こう側まで〜」は『仮面ライダー×仮面ライダー ドライブ&鎧武 MOVIE大戦フルスロットル』主題歌で、本ユニットと『ドライブ』『仮面ライダー鎧武/ガイム』出演者によるMitsuru Matsuoka EARNEST DRIVE with TEAM ドライブ and 鎧武名義の曲となる。
2015年1月10日に発売されたギター雑誌『YOUNG GUITAR』2015年2月号にてtatsuoによる奏法解説、ギタースコアが掲載された。また、WEB連動企画として動画による解説も公式に配信されている。

## 収録曲
1. SURPRISE-DRIVE (3:16)
作詞：藤林聖子 / 作曲・編曲：tatsuo / 歌：Mitsuru Matsuoka EARNEST DRIVE
『仮面ライダードライブ』主題歌
『仮面ライダー平成ジェネレーションズ Dr.パックマン対エグゼイド&ゴーストwithレジェンドライダー』挿入歌
2. sing my song for you 〜サヨナラの向こう側まで〜 (5:00)
作詞・作曲：松岡充 / 歌：Mitsuru Matsuoka EARNEST DRIVE with TEAM ドライブ and 鎧武（佐野岳、小林豊、志田友美、竹内涼真、内田理央、上遠野太洸、蕨野友也、松島庄汰）
『仮面ライダー×仮面ライダー ドライブ&鎧武 MOVIE大戦フルスロットル』主題歌
3. SURPRISE-DRIVE type Orchestra (4:13)
4. SURPRISE-DRIVE instrumental (3:16)
5. sing my song for you 〜サヨナラの向こう側まで〜 instrumental (5:00)